# Tipu Sultan
Tipu Sultan eller Tipû Sâhib, kendt som tigeren fra Mysore, (født 20. november 1750 i Devanahalli, død 4. maj 1799 i Sritangapatna), var Haider Alis første søn af hans anden kone, Fatima eller Fakr-un-nissa. Han herskede over det indiske kongedømme Mysore fra hans far døde i 1782 til han selv døde i 1799.

## Biografi
Tippu var en lærd mand og en dygtig soldat. Han havde ry for at være en god poet. Han var også en stærkt religiøs mand, og vovede at være muslim i et fortrinsvis hinduistisk område. Han undertrykte katolske undersåtter, men er også kendt for at have bygget en kirke, den første i Mysore, på opfordring fra franskmændene.
Han hjalp sin far med at besejre briterne i den anden engelsk-mysoriske krig og forhandlede Mangaloreaftalen med briterne. Men han blev besejret i de tredje og fjerde engelsk-mysoriske krige af de de britiske styrker og styrkerne fra Travancore. Tipu Sultan døde under forsvaret af sin hovedstad Srirangapatna den 4. maj 1799.
1. ↑  Navnet er anført på engelsk og stammer fra Wikidata hvor navnet endnu ikke findes på dansk.
2. ↑  Navnet er anført på engelsk og stammer fra Wikidata hvor navnet endnu ikke findes på dansk.
3. ↑  Navnet er anført på engelsk og stammer fra Wikidata hvor navnet endnu ikke findes på dansk.
4. ↑  Navnet er anført på engelsk og stammer fra Wikidata hvor navnet endnu ikke findes på dansk.
5. ↑  Navnet er anført på engelsk og stammer fra Wikidata hvor navnet endnu ikke findes på dansk.
6. ↑  Navnet er anført på engelsk og stammer fra Wikidata hvor navnet endnu ikke findes på dansk.